# کاراپلیت
کاراپلیت (به بلغاری: Karapelit) یک منطقهٔ مسکونی در بلغارستان است که در شهرستان دوبریچکا واقع شده‌است.